# Piaggio Vespa 50 Special
La Vespa 50 special  è un ciclomotore prodotto dalla Piaggio nello storico stabilimento di Pontedera tra il 1969 e il 1982.
Ebbe un enorme successo fra i giovani anni ’70 ed insieme alla Vespa PX è stata uno dei modelli più venduti della Casa di Pontedera anche grazie ad una campagna pubblicitaria ben studiata, il cui più famoso slogan rimane “Chi Vespa mangia le mele (chi non Vespa no)”.

## Il contesto
Questo ciclomotore è erede del precedente modello 50 L, si presenta con una linea e finiture più accurate e ha avuto più successo tra il pubblico di quattordicenni dei modelli con la stessa cilindrata, prodotti precedentemente dalla Piaggio.
La Vespa 50 special differisce dagli altri modelli per il nuovo fanale di forma quadrata e per l'innovativo nasello in plastica separabile dalla scocca che nasconde al suo interno il clacson.

## Serie prodotte
Questo modello è stato prodotto in tre serie principali, una serie minore e un restyling:

### Prima serie:V5A2T

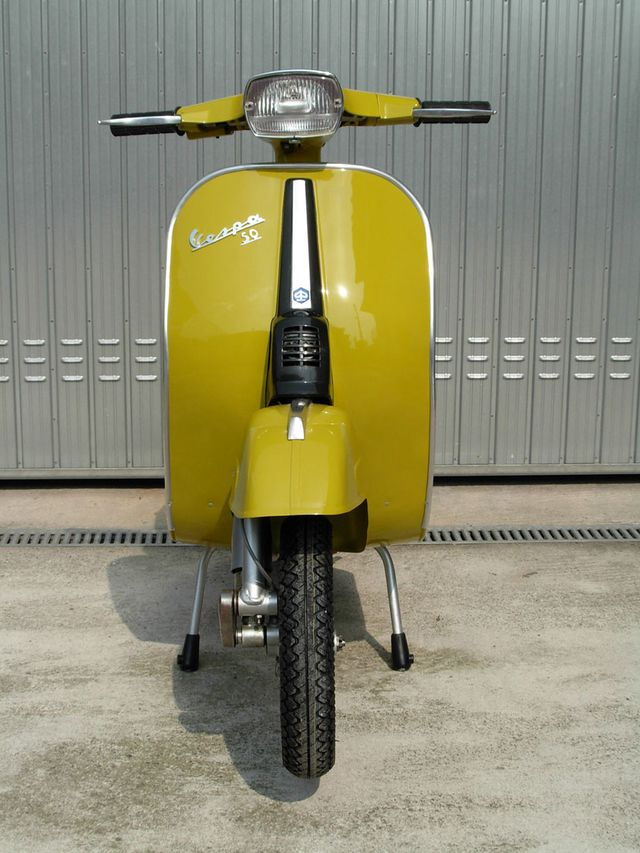
Vespa 50 Special prima serie

Viene presentata per la prima volta al salone di Milano nel 1969, ha un costo di 132.000 lire e viene prodotta in 189.682 esemplari. La prima serie si riconosce per il motore con cambio a tre rapporti (V5A2M), le ruote da 9", dalla scritta sullo scudo e sul retro obliqua, per il nasello e tegolino del fanale posteriore di colorazione nera.

### Seconda serie:V5B1T

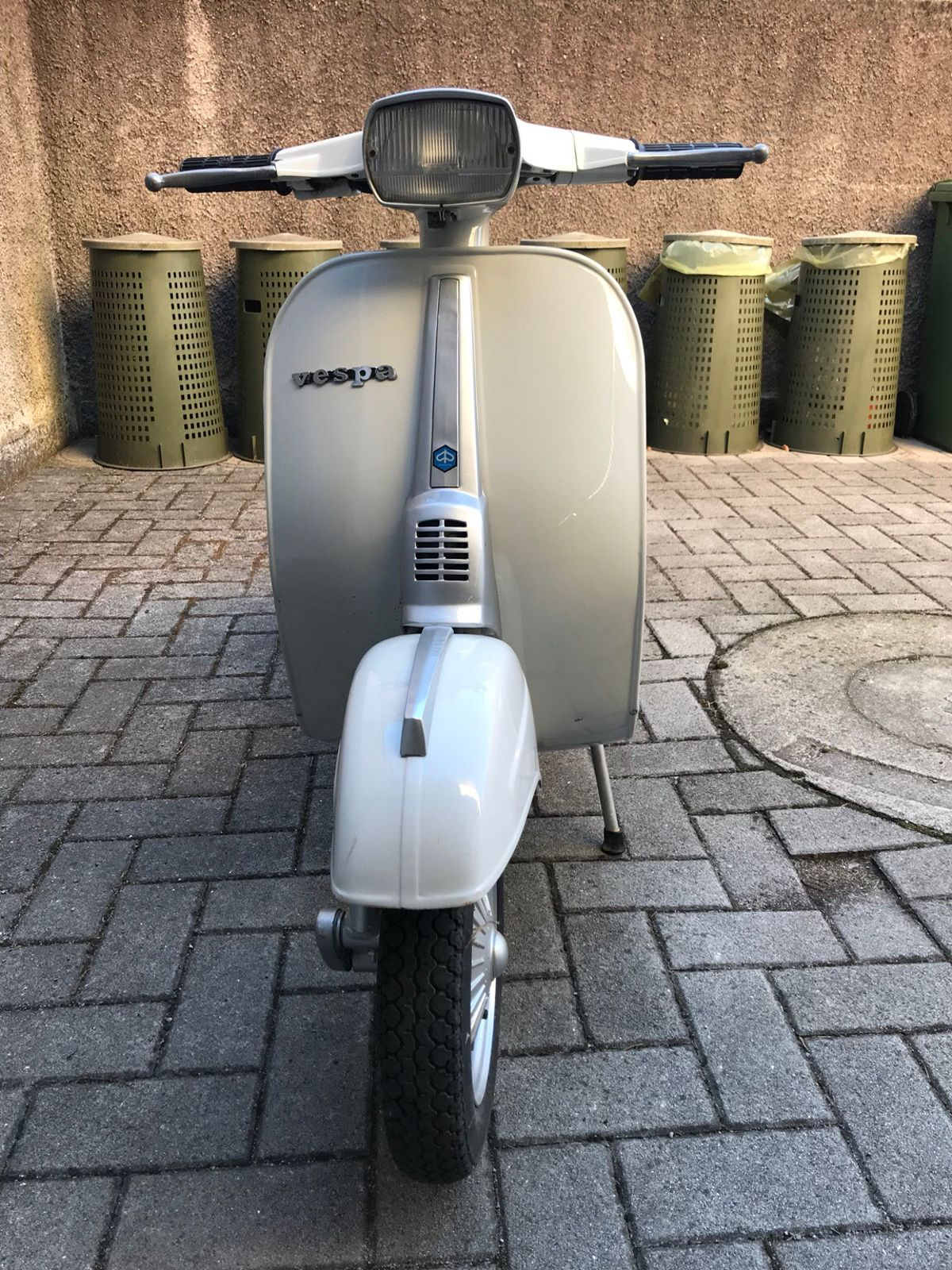
Vespa 50 Special seconda serie

Presentata al salone di Milano nel 1972 ottiene un grande successo e verrà prodotta in 563.955 esemplari. La seconda serie differisce dalla prima per le scritte che diventano orizzontali (anche se i primissimi esemplari avevano ancora le scritte vecchio tipo), il nasello e il tegolino fanale posteriore in plastica diventano grigio chiaro, i cerchi passano dai precedenti 9 pollici a quattro razze ai più moderni e affidabili 10 pollici a cinque razze, il cavalletto passa da 16mm a 20mm garantendo maggior resistenza e più stabilità, il motore è il medesimo della serie precedente (V5A2M).

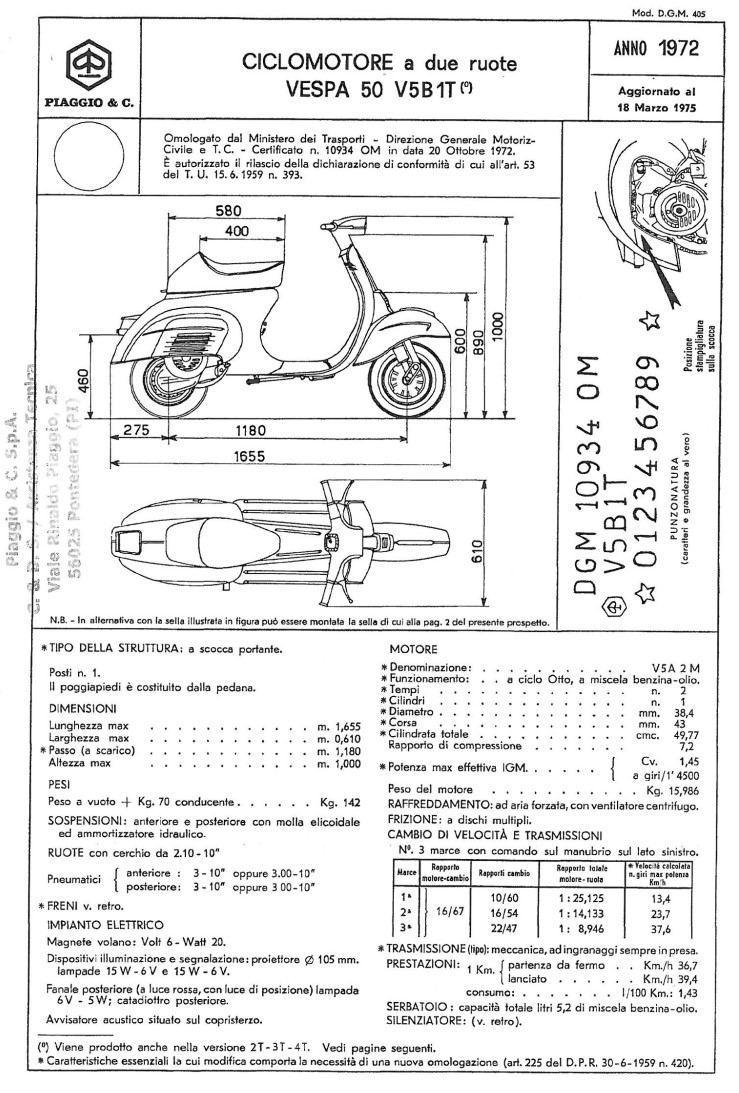
Scheda tecnica omologativa 50 Special

### Terza serie:V5B3T

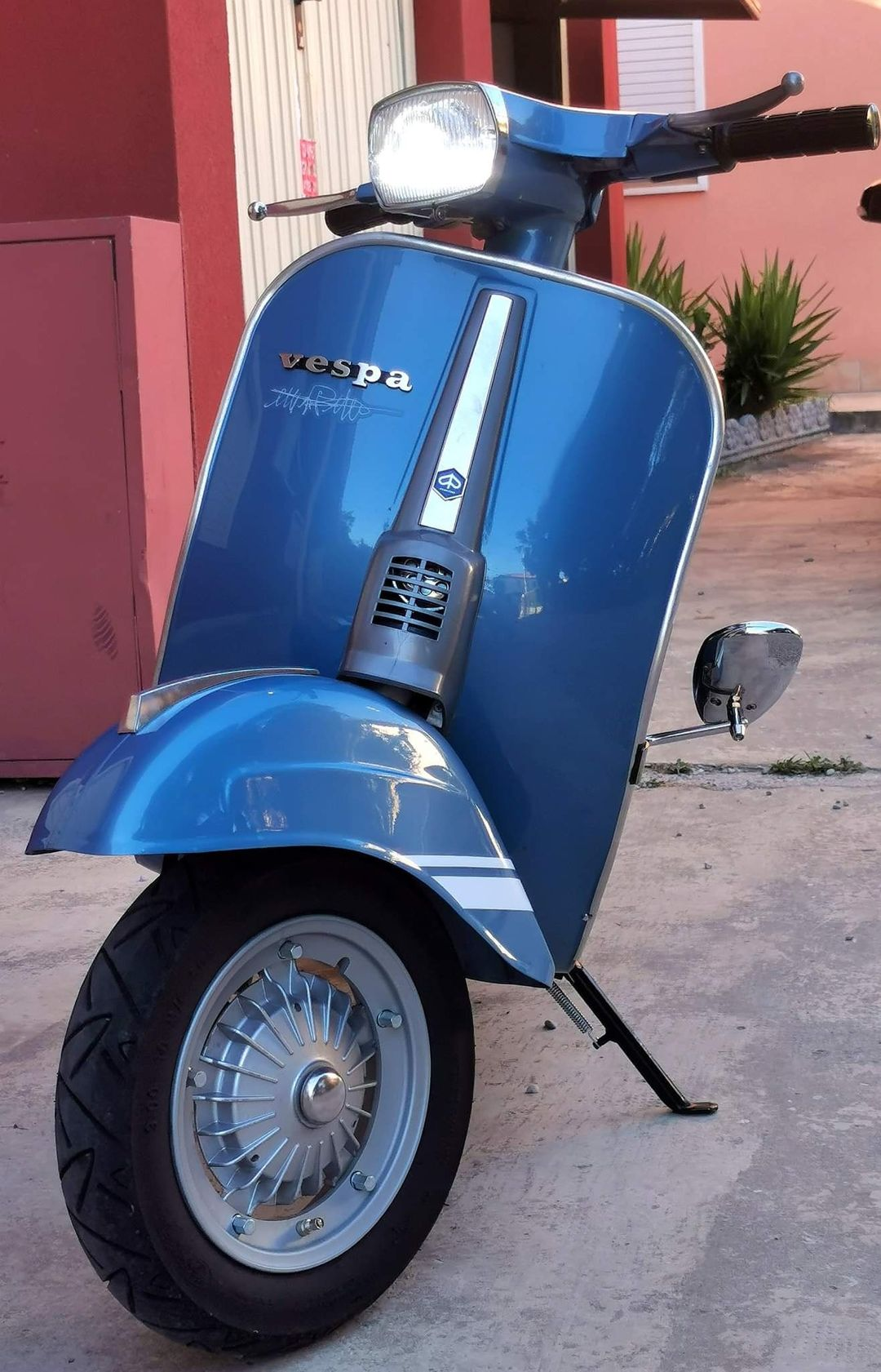
Vespa 50 special terza serie

Presentata al salone di Milano nel 1975, ha un costo di 289.000 lire, porta inizialmente come uniche modifiche nuove leve freno e frizione più spesse, il nuovo motore a quattro rapporti (V5A4M) che ne migliora i consumi e il riposizionamento del numero di omologazione DGM che ora è appena sopra il numero di telaio.

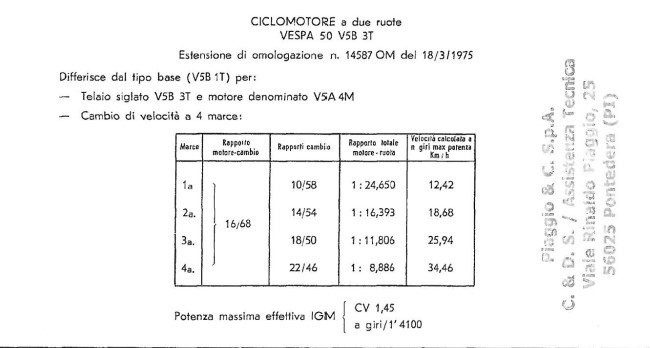
Omologazione nuovo cambio a quattro marce

Nel 1978 la terza serie ricevette dei miglioramenti strutturali (da qui il nome terza serie migliorata) introducendo un rinforzo all'interno della pancia posteriore sinistra, il nuovo pedale del freno posteriore di sezione quadrata e il nuovo alloggio bloccasterzo circolare senza clip di protezione ripreso dalla sorella maggiore ET3.

## Colori originali
- Chiaro di luna metallizzato – 1.298.0108 (PIA108)
- Biancospino – 1.298.1715 (PIA715)
- Giallo cromo – 1.298.2933 (PIA933)
- Rosso corallo – 1.298.5811 (PIA811)
- Rosso Katmandù – 1.298.5875 (PIA875)
- Rosso Tenerife – 1.298.5870 (PIA870)
- Rosso – PIA2/1
- Arancio – PIA3/3
- Azzurro Cina – 1.298.7402 (PIA402)
- Azzurro – PIA8/1
- Azzurro metallizzato – PIA5/2
- Verde vallombrosa – 1.298.6590
- Verde foresta – 1.298.6310

## Vespa 50 Special Revival

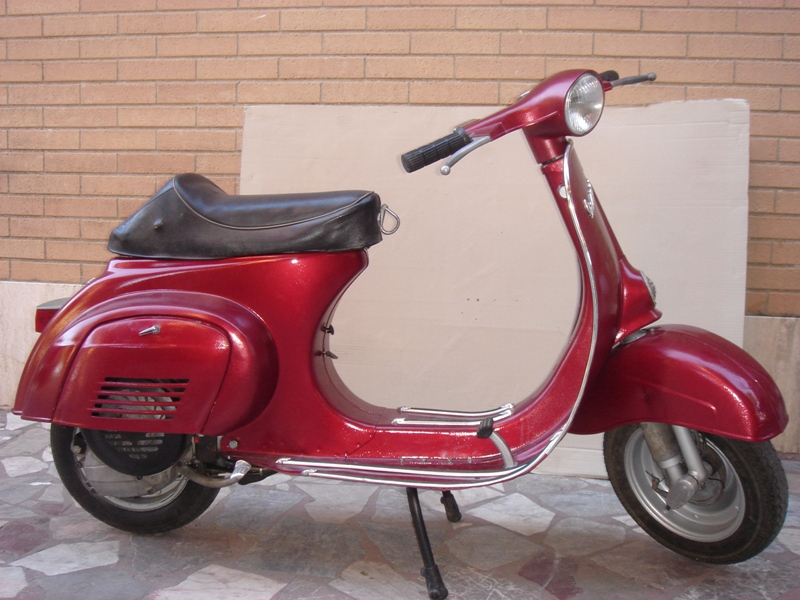
Vespa 50 special revival

Prodotta in soli 3000 esemplari numerati dal 16 maggio 1991 fino all’estate la 50 Special Revival (codice di telaio V5R1T) è la riedizione della classica 50 Special che monta gli stampi originali e il classico telaio in acciaio con ruote intercambiabili, il prezzo era di 2.680.000 Lire chiavi in mano nelle colorazioni rosso metallizzato PIA8/6, grigio metallizzato PIA2/6 e in blu metallizzato PIA5/7.
L’esemplare numero 1 prodotto viene conservato dal 2004 nel Museo Piaggio.